# Andorra la Vella
Koordinaten: 42° 30′ N, 1° 31′ O

Blick über die zusammengewachsenen Städte Escaldes-Engordany im Vordergrund und Andorra la Vella

Andorra la Vella [ənˈdorə lə βeʎə] (katalanisch für „Alt-Andorra“; spanisch Andorra la Vieja, französisch Andorre-la-Vieille) ist die Hauptstadt und mit 24.382 (Stand 31. Dezember 2022) Einwohnern zugleich größte Stadt Andorras. Sie ist die höchstgelegene Hauptstadt Europas.

## Geographie
Andorra la Vella befindet sich im Südwesten des Staates Andorra in den östlichen Pyrenäen am Zusammenfluss der beiden Gebirgsbäche Valira d’Ordino (auch Valira del Nord) und Valira d’Encamp (auch Valira d’Orient) zum Fluss Valira. Auf einer Höhe von 1.013 Meter gelegen ist es ein beliebtes Skigebiet. Andorra la Vella ist mit der direkt östlich angrenzenden Kleinstadt Escaldes-Engordany zusammengewachsen.
Klima
Das Klima ist gemäßigt, mit kalten Wintern und warmen, trockenen Sommern. Die Temperaturen schwanken von durchschnittlich −1 °C im Januar bis zu 20 °C im Juli bei Niederschlagswerten von etwa 808 mm.

## Geschichte
Das genaue Gründungsdatum der Stadt ist unbekannt; mit Sicherheit aber wurde sie bereits in vorchristlicher Zeit gegründet, wahrscheinlich von den Andosinen. Seit 1287, als durch eine Zusammenlegung der französischen und katalanischen Oberhoheit in diesem Gebiet Andorra entstand, war Andorra la Vella faktisch die Hauptstadt des neuen Staates, da ihr besondere Rechte gegenüber den anderen andorranischen Ortschaften eingeräumt wurden. Einige Straßen und Gebäude in der Altstadt stammen noch aus dieser Zeit. Das bemerkenswerteste Gebäude ist die „Casa de la Vall“, erbaut im 16. Jahrhundert, seit 1702 das Parlamentshaus. Andorra la Vella war während dieser Zeit das Zentrum eines isolierten Feudalstaates.
Am Anfang des 20. Jahrhunderts wurde Andorra ignoriert und war auch nicht Teil des Versailler Vertrages. Nach politischen Tumulten und einem Putschversuch von König Boris I. entwickelte sich langsam eine lockere Demokratie.
Seit 1993 besitzt Andorra eine eigene Verfassung. Diese legt fest, dass der Sitz der Regierung in Andorra la Vella liegt, das dadurch auch offiziell zur Hauptstadt wurde. Währenddessen entwickelte sich Andorra la Vella zu einer Steueroase, woraufhin ein modernes Bankwesen aufgebaut werden konnte. Des Weiteren entwickelte sich der Wintertourismus.

## Bevölkerung

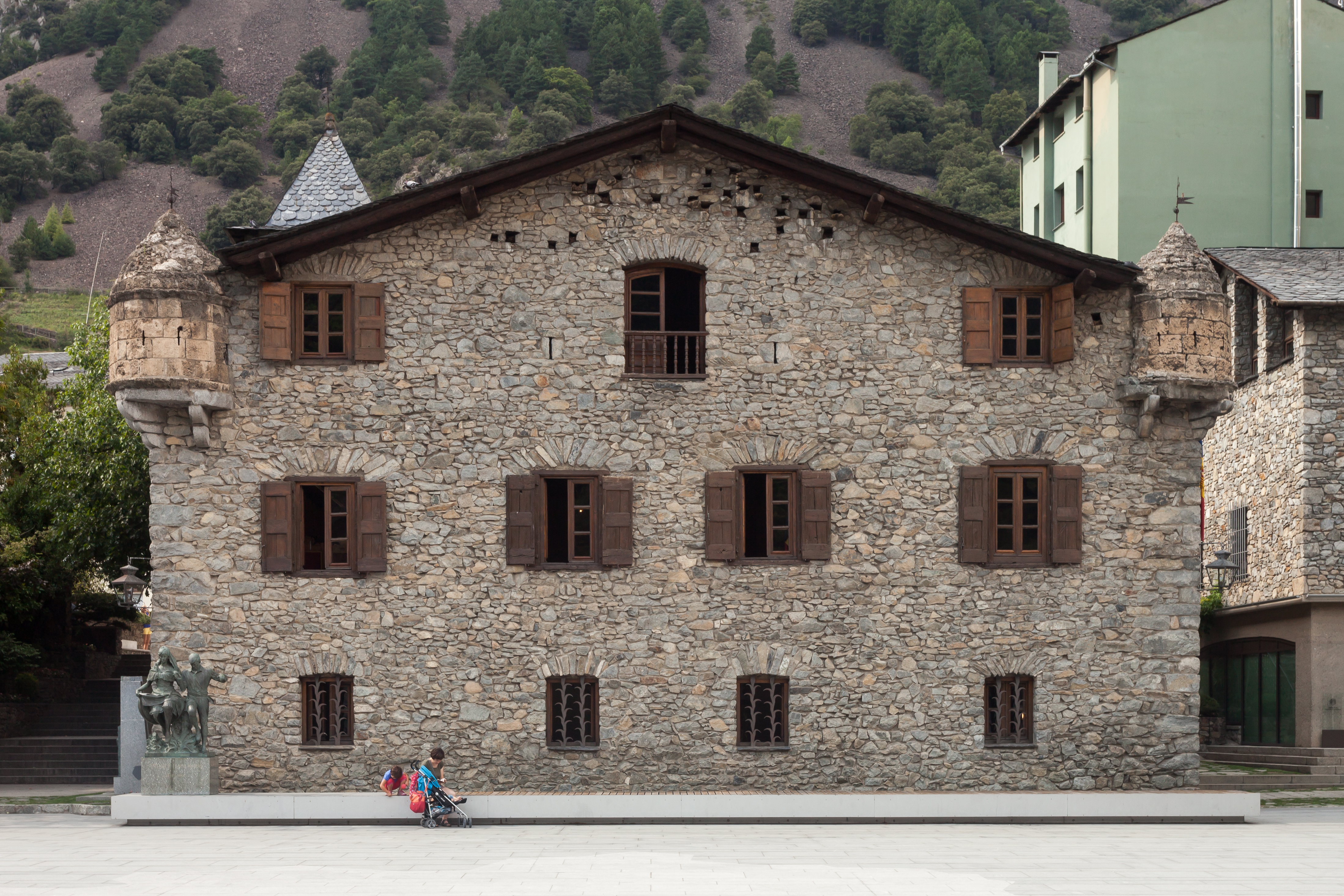
Casa de la Vall

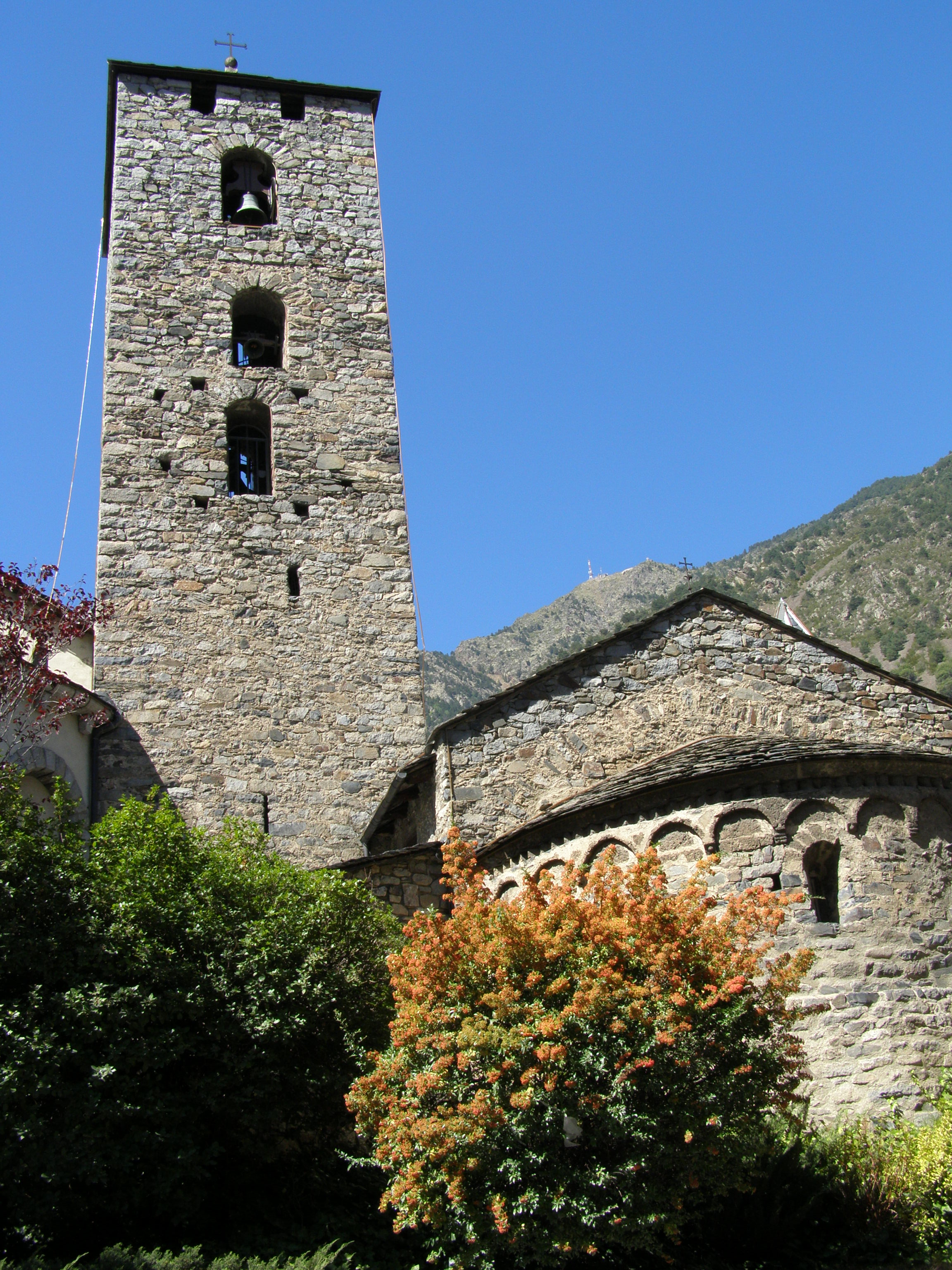
Kirche Sant Esteve

Einheimische Andorraner machen nur etwa 33 % der Bevölkerung aus. Die Mehrheit der Bevölkerung besteht aus Spaniern (43 %). Nennenswerte Minderheiten sind Portugiesen (11 %) und Franzosen (7 %). Die offizielle Sprache ist katalanisch; zusätzlich wird spanisch, portugiesisch und französisch gesprochen. Die meisten Einwohner sind Katholiken. 
| Jahr      | 1865  | 1947  | 1965  | 1981   | 1985   | 1988   | 1995   | 2000   | 2005   | 2007   | 2013   |
| Einwohner | 1.100 | 1.975 | 8.833 | 14.783 | 17.201 | 19.566 | 21.984 | 20.845 | 23.587 | 24.574 | 22.546 |

## Sehenswürdigkeiten
Andorra la Vella besitzt einige Schmuckstücke mittelalterlicher Architektur:
- Die Casa de la Vall aus dem frühen 16. Jahrhundert ist ein wegen seiner historischen Bedeutung ausgezeichnetes Gebäude. Es ist seit 1707 Sitz des Generalrates der Täler Andorras, also Regierungssitz und auch Gerichtsgebäude.
- Santa Coloma ist eine Kirche aus dem 9. Jahrhundert.
- Die Kirche Sant Esteve stammt aus dem 11. Jahrhundert.
- Margineda-Brücke
- Schloss Sant Vicenç d’Enclar

## Wirtschaft und Infrastruktur
Andorra la Vella ist der Knotenpunkt des Wirtschaftsnetzes und das Industriezentrum des Landes. Im Allgemeinen werden 80 % des Bruttoinlandsprodukts über die jährlich 15 Millionen Besucher eingenommen. Die Stadt ist ebenfalls ein Bankenzentrum. Obwohl Andorra nicht Mitglied der Europäischen Union ist, ist der Euro das offizielle Zahlungsmittel.
Die nächstgelegenen Flughäfen befinden sich in Toulouse, Perpignan (beide Frankreich), Girona bzw. Barcelona (beide Spanien). Zu den vorgenannten Flughäfen wird jeweils eine dreistündige Fahrt mittels Personenkraftwagen notwendig, weil das Straßennetz durch die geringe Bevölkerung und das Hochgebirgsterrain nicht sehr dicht ist. In Andorra gibt es keinen Schienenverkehr, hingegen ein kleines lokales Busnetz, welches Andorra la Vella auch mit dem Ausland verbindet. Direkte Busverbindungen führen vom Busbahnhof in Andorra la Vella mehrmals am Tag auch nach Barcelona und zum dortigen Flughafen bzw. nach Toulouse.

## Sport
Andorra la Vella war 1998 bis 2001 und 2008 Etappenziel des Radrennens Spanienrundfahrt und Etappenstart oder -ziel der Tour de France in den Jahren 1964, 1993, 1997, 2009 und 2021. Im Jahr 2015 startete die 11. Etappe der Spanienrundfahrt in Andorra la Vella und führte ausschließlich durch Andorra.
Das Estadi Comunal d’Andorra la Vella ist das Sportstadion Andorras. Die Fußballvereine UE Santa Coloma, CE Principat, FC Santa Coloma und FC Rànger’s aus Andorra la Vella spielen oder spielten in der höchsten andorranischen Spielklasse, der Primera Divisió. Der Basketballklub BC Andorra spielt in der spanischen LEB.

## Städtepartnerschaften
Städtepartnerschaften bestehen mit
- Valls in der Provinz Tarragona (Spanien), seit dem 2. Februar 1967
- Foix in der Region Okzitanien (Frankreich)

## Persönlichkeiten
- Albert Salvadó (1951–2020), Schriftsteller
- Gerard Claret i Serra (* 1951), klassischer Violinist und Musikpädagoge
- Jaume Bartumeu Cassany (* 1954), Politiker und Rechtsanwalt
- Rosa Ferrer Obiols (1960–2018), Rechtsanwältin und Politikerin
- Antoni Bernadó (* 1966), Langstreckenläufer
- Sophie Dusautoir Bertrand (* 1972), Skibergsteigerin
- Albert Celades (* 1975), spanischer Fußballspieler
- Marc Bernaus Cano (* 1977), Fußballspieler
- Joan Vilana Díaz (* 1977), Skibergsteiger
- Toni Casals Rueda (* 1980), Skibergsteiger
- Marta Roure (* 1981), Sängerin
- Jordi Rubio (* 1987), Fußballspieler
- Laure Soulié (* 1987), andorranisch-französische Biathletin
- Marc García (* 1988), Fußballspieler
- Mireia Gutiérrez (* 1988), Skirennläuferin
- Moisés San Nicolás (* 1993), Fußballspieler
- Irineu Esteve Altimiras (* 1996), Skilangläufer
- Cristina Llovera (* 1996), Sprinterin
- Nahuel Carabaña (* 1999), Hindernisläufer
- Iker Álvarez (* 2001), Fußballspieler